# Il Mattino

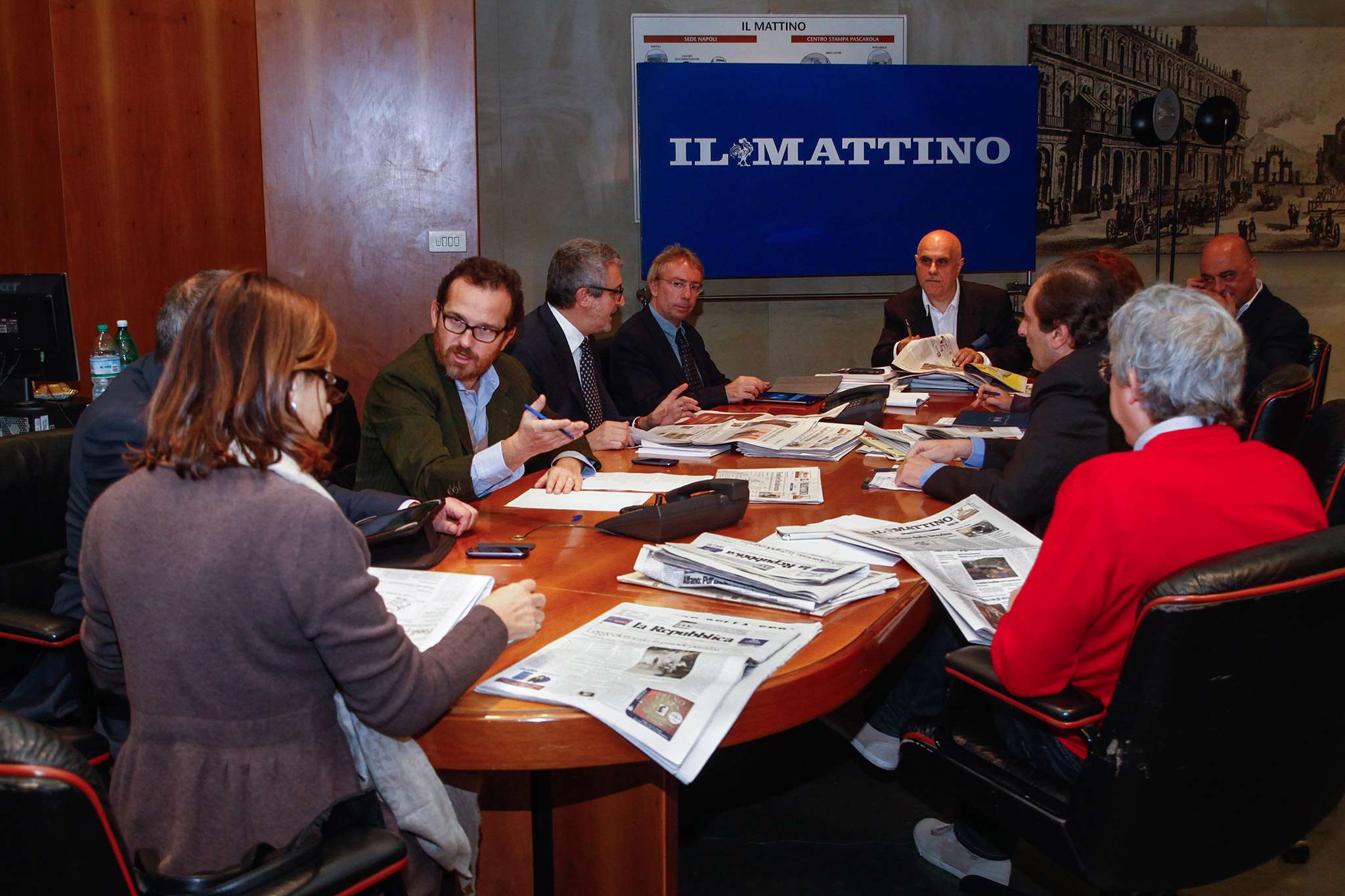
Uma reunião da redação

Il Mattino é um jornal italiano fundado em Nápoles em março de 1892 por Edoardo Scarfoglio e Matilde Serao. É o principal periódico da região da Campânia, com cerca de 975 mil leitores em 2011. É, portanto, o diário mais lido da Itália meridional e o sexto mais lido em todo o país (depois de Corriere della Sera, la Repubblica, La Stampa, Il Messaggero e Il Sole 24 ore).

## Tiragem
| Ano  | Cópias vendidas |
| ---- | --------------- |
| 2008 | 76.178          |
| 2007 | 78.471          |
| 2006 | 82.631          |
| 2005 | 84.433          |
| 2004 | 84.831          |
| 2003 | 90.601          |
| 2002 | 92.087          |
| 2001 | 104.588         |
| 2000 | 104.741         |
| 1999 | 100.102         |
| 1998 | 98.650          |
| 1997 | 102.179         |
| 1996 | 108.157         |

Dados: Accertamenti Diffusione Stampa (Ads)